# Dia Mirza
Dia Mirza (Haiderabad, 9 december 1981) is een Indiaas actrice die voornamelijk in Hindi films speelt.

## Biografie
Dia Mirza, geboren als Handrich, had een Duitse vader en Bengaalse moeder. Haar ouders scheidden toen ze 4,5 jaar oud was, later hertrouwde haar moeder en nam Dia haar stiefvaders achternaam aan. Ze werd Miss Asia Pacific 2000. In 2001 maakte ze haar debuut in Bollywood met Rehnaa Hai Terre Dil Mein.

## Filmography

### Films
| Jaar | Film                        | Rol                   | Opmerking                           |
| ---- | --------------------------- | --------------------- | ----------------------------------- |
| 1999 | En Swasa Kaatre             | achtergrond danseres  | Tamil film                          |
| 2001 | Rehnaa Hai Terre Dil Mein   | Reena Malhotra        |                                     |
| 2001 | Deewaanapan                 | Kiran Choudhary       |                                     |
| 2002 | Tumko Na Bhool Paayenge     | Muskaan               |                                     |
| 2002 | Tehzeeb                     | Nazneen Jamal         |                                     |
| 2003 | Pran Jaye Par Shaan Na Jaye | Saundarya             |                                     |
| 2003 | Stop!                       | Shama                 |                                     |
| 2003 | Dum                         | Kaveri                |                                     |
| 2004 | Tumsa Nahin Dekha           | Jia                   |                                     |
| 2004 | Kyun...! Ho Gaya Na         | Preeti                | gastoptreden                        |
| 2004 | My Brother… Nikhil          |                       | gastoptreden                        |
| 2004 | Blackmail                   | Mrs. Rathod           | gastoptreden                        |
| 2005 | Naam Gum Jaayega            | Natasha/ Gitanjali    |                                     |
| 2005 | Parineeta                   | Gayatri               |                                     |
| 2005 | Dus                         | Anu Dheer             |                                     |
| 2005 | Koi Mere Dil Mein Hai       | Simran                |                                     |
| 2005 | Fight Club – Members Only   | Anu Chopra            |                                     |
| 2005 | Phir Hera Pheri             |                       | nummer "Pyar Ki Chatni"             |
| 2006 | Alag                        | Purva Rana            |                                     |
| 2006 | Lage Raho Munna Bhai        | Simran                |                                     |
| 2006 | Prateeksha                  | Reena Brown           |                                     |
| 2007 | Honeymoon Travels Pvt. Ltd. | Shilpa                |                                     |
| 2007 | Shootout at Lokhandwala     | Meeta Mattoo          |                                     |
| 2007 | Cash                        | Aditi                 |                                     |
| 2007 | Heyy Babyy                  |                       | cameo in nummer "Heyy Babyy"        |
| 2007 | Om Shanti Om                |                       | cameo in nummer "Deewangi Deewangi" |
| 2007 | Dus Kahaniyaan              | Sia                   | verhaal Zahir                       |
| 2008 | Krazzy 4                    | Shikha                |                                     |
| 2009 | Kissan                      | Priya                 |                                     |
| 2009 | Jai Veeru                   | Anna                  |                                     |
| 2009 | Fruit and Nut               | Monica Gokhale        |                                     |
| 2009 | Kurbaan                     | Rehana                | gastoptreden                        |
| 2009 | Luck By Chance              |                       | gastoptreden                        |
| 2010 | Hum Tum Aur Ghost           | Gehna Sinha           |                                     |
| 2011 | Love Breakups Zindagi       | Naina                 |                                     |
| 2012 | Paanch Adhyay               | Ishita                |                                     |
| 2014 | Bobby Jasoos                |                       | producent                           |
| 2016 | Salaam Mumbai               | Karishma              |                                     |
| 2018 | Sanju                       | Manyata Dutt          |                                     |
| 2020 | Thappad                     | Shivani James Fonseca |                                     |
| 2021 | Wild Dog                    | Priya Verma           | Telugu film, gastoptreden           |
| 2023 | Bheed                       | Geetanjali            |                                     |
| 2023 | Dhak Dhak                   | Uzma                  |                                     |
| 2025 | Nadaaniyan                  | Nandini Mehta         |                                     |

### Webseries
| Jaar | Serie                       | Rol            | Platform    | Opmerking |
| ---- | --------------------------- | -------------- | ----------- | --------- |
| 2019 | Kaafir                      | Kainaaz Akhtar | Zee5        |           |
| 2019 | Mind the Malhotras          |                | Prime Video | producent |
| 2021 | Call My Agent: Bollywood    | haarzelf       | Netflix     | Afl. 1    |
| 2023 | Made in Heaven              | Shehnaz        | Prime Video | seizoen 2 |
| 2024 | IC 814: The Kandahar Hijack | Pari Walia     | Netflix     |           |

### Televisie
| Jaar | Programma                 | Rol      |
| ---- | ------------------------- | -------- |
| 2016 | Ganga – The Soul Of India | haarzelf |